# Stoja
Stoja je opera v jednom jednání ve stylu verismu českého skladatele Josefa Richarda Rozkošného na libreto Otakara Kučery podle motivu stejnojmenné povídky Josefa Deograta Konráda. Byla napsána v letech 1893–94 a měla premiéru 6. června 1894 v pražském Národním divadle.

## Vznik a historie díla
Počátkem 90. let 19. století zažívaly obrovskou popularitu jednoaktové opery ve stylu italského verismu (zejména Mascagniho Sedlák kavalír). Nezůstalo jen u původních italských produktů: v pražském německém divadle například slavila velký úspěch opera německého skladatele Ferdinanda Hummela Mara (premiéra 1893). Směr přivábil i řadu českých skladatelů, z nichž prvním byl překvapivě Josef Richard Rozkošný, představitel starší skladatelské generace s těžištěm v romantismu a lyrismu.
Libreto k první české veristické opeře napsal básník Otakar Kučera – jenž také předtím přeložil libreto Mary do češtiny – podle povídky českého spisovatele působícího na Balkáně Josefa Deograta Konráda. Příběh ze současné Hercegoviny je nazván po hlavní hrdince Stoja. Rozkošný se veristům přiblížil zejména využitím lokálního koloritu a (podle Marty Ottlové) „jeho lyrismus dospěl k patetické zkratce“.
Obecenstvo Národního divadla přijalo novinku nadšeně, skladatel byl osmkrát vyvoláván. Ohlas Rozkošného opery dospěl i do ciziny. Vídeňský list Fremdenblatt pochvalně posoudil libreto a o hudbě psal: „Hudba Rozkošného jest ohnivá, plná nálady a vyznamenává se velice případnými dramatickými momenty.“ Přestože, jak referoval tisk, „veliké nakladatelské firmy z ciziny jako z Lipska a Berlína žádaly již mistra Rozkošného, aby jim operu prodal se všemi právy pro všechny země mimo Čechy,“ k zahraničnímu provedení nikdy nedošlo.
Kritika ocenila kvality Kučerova libreta zvláště v lyričtějších momentech, ale domnívala, se, že se mu nepodařilo udržet realismus a charakterizaci obsažené v prozaické předloze a že sledoval příliš divadelní konvence. Hudba „ze solidní dílny“ Rozkošného podle ní jako obvykle postrádá „svérázné individuality“, avšak skladatel „všímá si bedlivě hudebního rozvoje a přijímá, co shledává dobrým neb nejlepším“. Oproti dosavadní orientaci na Mendelssohna a Gounoda se Rozkošný ve Stoje obrátil důsledně k Mascagniho vzoru. „Není to snad jen znáti z některých názvuků motivických, nýbrž ze celé struktury, z mluvy orkestru, ze sazby hlasů, ale zvláště z onoho přímo materialistického pojímání divadelního effektu.“ U obecenstva měl tento styl značný ohlas a skladateli se zdál potvrzovat správnost jeho odklonu od romanticko-lyrického směru, který vedl k neúspěchu jeho poslední opery Krakonoš, ale kritika tuto cestu viděla nerada: „Ten vítr, který teď z Italie vane, není umělecky zdravý.“ Mnozí významní čeští hudební kritikové (Zdeněk Nejedlý, Josef Bohuslav Foerster, Ludvík Vítězslav Čelanský) brojili obecně proti verismu, a tím více proti jeho přejímání českými skladateli.
Z českých pokusů o veristickou operu ostatně pouze Stoja dosáhla jakéhosi úspěchu, zejména z důvodu svého prvenství. Nemalý podíl na úspěchu první inscenace měla představitelka hlavní role Růžena Maturová (později mj. první Dvořákova Rusalka).
Při premiéře byla Stoja k vyplnění večera uvedena v kombinaci se premiérou symfonie c moll Karla Weise a Blodkovou operou V studni, později v kombinaci s jinými díly, mj. s Leoncavallovými Komedianty nebo s později vzniklou veristickou aktovkou Karla Bendla Máti Míla. Inscenace v Národním divadle byla poměrně úspěšná, opera se hrála do konce sezóny 1894/95 a dosáhla osmi repríz; ještě v roce 1895 ji uvedlo rovněž Národní divadlo v Brně. Stala se tak relativně nejúspěšnější z vlny českých děl vzniklých v polovině 90. let 19. století pod přímým vlivem italského verismu, tím se však její přitažlivost vyčerpala. S trvalejším úspěchem veristické vlivy reflektoval ve svých operách později Karel Weis a především pak Leoš Janáček.
Libreto Stoji vydalo roku 1894 nakladatelství Alois Hynek v Praze, vedle toho byla vydána též směs melodií z opery v úpravě pro klavír.

## Osoby a první obsazení
| osoba                                                                     | hlasový obor | premiéra (6. 6. 1894) |
| ------------------------------------------------------------------------- | ------------ | --------------------- |
| Alexandr Pankarovič                                                       | bas          | František Hynek       |
| Stoja, jeho žena                                                          | soprán       | Růžena Maturová       |
| (Jovan) Štěpán, četař                                                     | tenor        | Vladislav Florjanský  |
| Stojina matka                                                             | alt          | Marie Klánová         |
| Přítel Štěpánův                                                           | tenor        | Hynek Švejda          |
| Desátník                                                                  | bas          | Karel Pulc            |
| Hercegovské ženy i dívky a naši vojáci                                    |              |                       |
| Dirigent: Adolf Čech, režie: František Adolf Šubert, scéna: Robert Holger |              |                       |

## Děj opery
Děje se za posledního povstání v Bosně a Hercegovině.
(Vpravo chata Pankarovičova s loubím, sloužící jako vesnická hospoda, vlevo jiná opuštěná chata, chýlí se k večeru) Ženy z vesnice nabírají vodu u pramene vedle Pankarovičova domu a přitom vzpomínají na své muže a syny, kteří odešli do hor jako povstalci. Samotnou ves opanovalo rakousko-uherské vojsko (sbor Černé mrky nebe zahalily). Přisvědčuje jim i Stojina matka, též její zeť je v horách mezi povstalci a její dcera proň často pláče. Ženy odcházejí dříve, než se do hospody přihrnou vojáci. Když odejdou, hovoří matka krátce se Stojou a varuje ji před pozorností, kterou jí věnuje četař Štěpán. Sotva se matka odebere k spánku, přichází Štěpán, dříve než jeho soudruzi. Vyčítá Stoji, že si všímá všech více než jeho, a zmíní se o tom, jak se k ní cítí přitahován. Stoja jej nejprve rozverně, pak důrazněji odmítá – je přece vdána. Ale když jí Štěpán romanticky líčí, jak by spolu mohli být šťastni v jeho domovině, zjihne a naslouchá. Štěpán si to vykládá jako podlehnutí a chce na ní vymoci hubičku, ale Stoja se brání. Vytahuje nůž, a když ji Štěpán násilím bere do náručí, bodne jej a vyděšeně prchne (scéna a duet Aj, vzácný host tu přichází k nám již… Já mám tě rád jak slunko v jarním čase… Já zavedl bych tě do domova).
K hospodě přicházejí ostatní vojáci s veselou písní (sbor S bohem, moje děvče zlaté), umlknou však, když uvidí na zemi ležet Štěpána zalitého krví. Z chalupy vyvedou Stojinu matku, aby jim pověděla, co se stalo, ale ta tvrdí, že nic neví a její dcera že je jistě v chrámu Matky Boží a modlí se za návrat svého muže (vyprávění Já nevím nic a nic jsem neslyšela). Štěpán přichází k sobě a vysvětluje druhům, že se nešťastnou náhodou zranil sám. Vojáci jej odnášejí do blízké chýše. Jeden z nich s ním zůstává, ostatní odcházejí (sbor Nuž dobrou noc, mír snes se svatý).
Stoja se vrací. Matka jí stručně vysvětlí, co se stalo,ale Stoja se jejímu pátravému zraku vyhýbá. O samotě Stoja jásá nad tím, že Štěpán – nebo Jovan, jak mu křestním jménem říká – je živ, a přiznává si své vášnivé okouzlení (árie Jest živ, jest živ, zda věřit mám?). Chce jej jít odprosit, v tom se však zjevuje její manžel Alexander Pankarovič. Dnes v noci hodlají povstalci přepadnout spící vojáky. Stoja se jej od toho pokouší odradit: vojáci jsou přece klidní, vlídní a bez viny. Ale tomu se ovšem Pankarovič jn směje (scéna Aj, koho voláš?… Nám protivní jsou z duše celé).
Sotva Pankarovič zmizí, běží Stoja k chýši, kde se ukrývá Štěpán se svým ošetřovatelem, a prozradí jim plán povstalců. Štzěpánův druh odkvapí vyburcovat vojáky, Stoja zatím Štěpána prosí o odpuštění a nabízí mu,a by ji zabil z bambitky jejího manžela, jemuž – jak přiznává – nezachovala věrnost. Štěpán jí však promíjí a opakuje nabídku, aby odešla s ním. Stoja tentokrát přijímá. Mezitím vypukne bitka, prostranství se zaplní zděšenými ženami (pantomimická scéna). Povstalci jsou brzy poraženi připravenými vojáky. Rozzlobený Pankarovič přichází, aby z pomsty zabil alespoň zraněného v blízké chýši, o němž se dozvěděl od Stoji. V tu chvíli vychází z vrat chýše Štěpán, podpírán Stojou. Štěpán chce po Pankarovičovi vystřelit Stojinou bambitkou, ale Stoja mu sráží ruku a rána padá do země. Všichni tři na sebe chvíli hledí, pak se Pankarovič, pochopiv situaci, vrhne na Stoju a probodne ji. Zatémco Štěpán klesá k umírající Stoji, nechává se Pankarovič bez odporu spoutat a odvést vojáky (finále Hrom v zrádce bij! My byli prozrazeni).